# Cursiefje
Een cursiefje is een deels verhalend, deels beschouwend prozastukje in een krant of tijdschrift. Het gaat over een verschijnsel of voorval uit het alledaagse leven, dat scherp wordt geobserveerd en met humor wordt belicht.

## Geschiedenis
Het cursiefje dankt zijn naam aan de cursieve letter waarin het stukje in eerste instantie in de krant verscheen. Later werd dit soort stukjes in een normaal lettertype (romein) in een kadertje gezet. Uit het cursiefje ontwikkelde zich in de jaren 70–80 de column.
De vader van dit genre in het Nederlandse taalgebied is Simon Carmiggelt (onder andere onder het pseudoniem Kronkel in avondblad Het Parool, van 1946 tot 1983). 

## Bekende Nederlandse cursiefjesschrijvers
| - Piet Bakker - Nicolaas Beets - Jan Blokker - Godfried Bomans - Martin Bril | - Simon Carmiggelt - Mary Dorna - Justus van Effen - Okke Jager - Yvonne Keuls | - Kees van Kooten - Yvonne Kroonenberg - Inte Onsman - Nico Scheepmaker - Sylvia Witteman |

## Bekende Vlaamse cursiefjesschrijvers
| - Louis Baret - Tony Bergmann - Louis Paul Boon - Michel Casteels - Louis De Lentdecker - Johan de Maegt - Jan de Spot - Frank Dingenen - Maud Vanhauwaert | - Gaston Durnez - Jos Ghysen - Freek Neirynck - René Swartenbroekx - Henri van Daele - Guido Van Meir - Pierre Van Rompaey - Louis Verbeeck |